# Poemenia albipes
Poemenia albipes är en stekelart som först beskrevs av Cresson 1870.  Poemenia albipes ingår i släktet Poemenia och familjen brokparasitsteklar. Inga underarter finns listade i Catalogue of Life.